# 1932 en Palestine mandataire
Chronologie de la Palestine
- 1928
- 1929
- 1930
- 1931
- 1932
- 1933
- 1934
- 1935
- 1936

Cette page concerne les évènements survenus en 1932 en Palestine mandataire :

## Évènements
- Mille colonies (en), plan d'implantation de colonies juives en Palestine mandataire (le premier remonte à 1926.
- Selon les statistiques officielles, il y a eu 9 555 immigrants juifs en 1932[1].
- 28 mars : Ouverture à Tel Aviv des Maccabiades de 1932.

## Création
- Kfar Yona
- Parti indépendance (parti politique)
- Le Palestine Post (aujourd'hui The Jerusalem Post)
- Fondation des kibboutzim et moshavs : Avihayil (en), Ma'abarot (en), Afikim, Ramat Tyomkin, Be’er Ganim, Even-Yéhouda, Neta'im (en), Ganei Am (en) et Guivat-Haïm.

## Naissances
- Itzik Kol (en), producteur de films israélien (mort en 2007).
- Shafiq al-Hout (en), homme politique et écrivain arabe palestinien, cofondateur de l'Organisation de libération de la Palestine (mort en 2009).
- Batsheva Kanievsky (en), rebbetzin israélienne (morte en 2011).

10 février - Yosef Ba-Gad, homme politique israélien.

## Décès
- Aryeh Tauber (he), bibliographe.
- Yosef Chaim Sonnenfeld, rabin.
- Herbert Bentwich (en), avocat britannique.
- Hans Kjær (da), archéologue, écrivain et athlète danois.